# Géométrie moléculaire octaédrique capée
La géométrie moléculaire octaédrique capée ou géométrie moléculaire octaédrique coiffée est la géométrie moléculaire des composés chimiques où sept atomes ou groupes d'atomes ou ligands sont disposés autour d'un atome central en définissant les arêtes d'une pyramide triangulaire gyroallongée (en). Cette forme a une symétrie C3v et est l'une trois formes répandues pour les complexes de métaux de transition heptacoordonnés, avec la bipyramide pentagonale et le prisme trigonal capé,.
Des exemples de géométrie moléculaire octaédrique capée sont les ions heptafluoromolybdate (MoF7−) et heptafluorotungstate (WF7−),.
La "géométrie octaédrique déformée" présentée par certaines molécules AX6E1 telles que l'hexafluorure de xénon (XeF6) est une variante de cette géométrie, la paire isolée occupant la position "cap".